# 九九事故
九九事故是中国中央人民广播电台于1976年9月9日播送毛泽东逝世讣告时发生的严重播出事故。当时在第三遍广播讣告时出现了“现在广播周恩来同志治丧委员会……”的错误录音。

## 背景
1976年9月9日0时10分，中共中央委员会主席毛泽东在北京逝世。当日上午，中共中央决定下午6时通过中央人民广播电台播放《中共中央、全国人大常委会、国务院、中共中央军委告全党全军全国各族人民书》（以下简称《告各族人民书》）。不久，中共中央又提出将播放时间从下午6时提前至下午4时。上午11时30分中央人民广播电台拿到《告各族人民书》定稿，广播员夏青（耿绍光）于12时开始录音。《告各族人民书》全文2560字，最终录音时长23分钟，加上哀乐6分钟、《国际歌》5分52秒以及报时、台号后共计36分钟。

## 事故经过
下午4时，中央人民广播电台正式向全世界播放《告各族人民书》。按计划，《告各族人民书》将连续播放三遍。在第二遍播放结束后，时任中央政治局委员、负责宣传工作的姚文元打电话给中央广播事业局表示哀乐时间太长，于是广播事业局总编室立即要求第三遍播放时将哀乐时间从6分钟缩短到3分钟。由于当时时间紧急、已来不及重新制作，工作人员只得用一盒以前的哀乐胶带作为替代。这盒哀乐录音带曾在周恩来逝世后使用过，在哀乐过后还有之后播出的周恩来治丧委员会名单的开头。但由于胶带盒上仅注明“哀乐3分35秒”，忙中出错的工作人员误以为录音带中只包含哀乐。播出之前这盘录音带还经过三次审听，但审查人员也都把关不严，每次审听都只到放完哀乐为止，并没有注意到后面的内容。于是第三遍正式广播《告各族人民书》和哀乐过后突然播出了“现在广播周恩来同志治丧委员会……”的录音。当传音员清醒过来、紧急停下录音带时，只差“名单”两个字未播出去。由此造成了严重的播出事故，称为“九九事故”。
九九事故造成了广泛影响，全国各地听众纷纷打电话给中央人民广播电台询问、抗议、谴责，要求追查事故责任者。公安部政治部、北京列车段、中华全国总工会、中国科学院、59170部队、清华大学、光华仪器厂、内燃机厂总厂、福建人民广播电台、湖南湘阴广播站等单位相续通过电话、电报询问该起事件，还有部分省份革命委员会专门开会决议向中央发电抗议，认为可能有反革命分子搞破坏。主持中央人民广播电台宣传工作的副台长杨正泉等对此作了检查。不过此后“四人帮”很快倒台，加上其他种种原因，当时并没有认真调查事故原由。直到1979年底，才最终查明事故的原因、过程与责任人。